# Politische Parteien in der Mongolei
Dieser Artikel beschreibt die Entwicklung des Parteiensystems in der Mongolei.

## Parteien des Bogd Khanats
Mit der Ausrufung der Republik China am 1. Januar 1912 lösten Adlige der Äußeren Mongolei, die sich dem entmachteten chinesischen Kaiserhaus verpflichtet fühlten, ihr Territorium von China. Die Regierung der Republik China erkannte diese Staatenbildung allerdings nicht an und bemühte sich trotz der politischen Wirren im eigenen Herrschaftsgebiet, die Äußere Mongolei unter Führung des Bogd Khans wieder einzugliedern. Eine chinesische Invasion im Jahr 1919 brachte die Äußere Mongolei jedoch nur kurz unter die Kontrolle der Republik China. Im Laufe der russischen Oktoberrevolution bekämpfte der weißrussische Baron Roman von Ungern-Sternberg die Bolschewiken und fiel im Bogd Khanat ein. Eine antibolschewistische Gründung im Revolutionsjahr 1917 brachte unter Beteiligung von Kosaken und Mongolen die erste politische Partei der Mongolei hervor, die Zabaykál´skoye Kazách´ye Vóysko Partiya (Забайка́льское каза́чье во́йско партия), die Partei der Transbaikal-Kosaken. Mongolische Nationalisten gründeten 1920 die Mongol Ardyn Nam (Монгол Ардын Нам), die Mongolische Volkspartei, welche 1921 maßgeblich für die formale Unabhängigkeitserklärung war. Unter sowjetischem Einfluss wurde die Volkspartei in die Mongol Ardyn Huwysgalt Nam (Монгол Ардын Хувьсгалт Нам), Revolutionäre Partei des Mongolischen Volkes, und mit ihr das Bogd Khanat in die Mongolische Volksrepublik umgewandelt.

## Parteien der Mongolischen Volksrepublik
Die Revolutionäre Partei des Mongolischen Volkes errichtete nach sowjetischem Vorbild einen Einparteienstaat und war Mitglied der Komintern. Die Transformation in Staat und Gesellschaft in Form der Enteignung ‚feudaler‘ Güter, der Kollektivierung der Tierzucht, der Ausweisung chinesischer Händler und der Errichtung eines sowjetischen Handelsmonopols war von Gewaltexzessen begleitet, in der die Revolutionäre Partei des Mongolischen Volkes Lamas aus ihren buddhistischen Klöstern vertrieb und ihre Äbte einsperrte oder tötete. Besonders stark vom Stalinismus war ab 1952 die Herrschaft des Diktators Jumdschaagiin Tsedenbal geprägt, der schließlich 1984 von den Sowjets als Generalsekretär der Revolutionäre Partei des Mongolischen Volkes abgesetzt wurde.
In Folge der sowjetischen Perestroika wurde das Regime im Jahr 1990 nach fast 70 Jahren beendet. Nach der Gründung der Mongolyn Ardchilsan Nam – der Demokratischen Partei – und weiterer Parteien verfügte die Opposition über ausreichende Kräfte für die anstehenden Wahlen. Nach jener friedlichen, demokratischen Revolution wandelte sich die Revolutionäre Partei des Mongolischen Volkes schließlich in eine sozialdemokratische Partei um und legte sich wieder ihren ursprünglichen Namen Mongol Ardyn Nam, Mongolische Volkspartei, zu. Sie gewann deshalb dank ihrer landesweiten Struktur die ersten Wahlen im Jahr 1990. Seit der Demokratisierung entstanden in der Mongolischen Volksrepublik 15 Parteien.

## Parteien des Mongolischen Staates seit 1992
Mit der Demokratisierung der Volksrepublik verabschiedete das Parlament eine neue Verfassung und benannte den Staat um. Die Rahmenbedingungen für einen Wettbewerb unter den Parteien auf der Basis des neuen Wahlgesetzes schadeten hierbei keinesfalls der sozialdemokratisch umgestalteten Mongolischen Volkspartei, die aus der bis 1990 regierenden Revolutionären Partei des Mongolischen Volkes hervorgegangen war und die die Wahlen der Jahre 1992, 2000 und 2008 gewann. Als im Jahr 2009 Tsachiagiin Elbegdordsch mit großer Mehrheit als Kandidat der Demokratischen Partei zum Präsidenten der Mongolei gewählt wurde, war er der erste Staatsmann ohne zuvor Mitglied der marxistisch-leninistischen Revolutionären Partei des Mongolischen Volkes gewesen zu sein. Bei seiner Wiederwahl 2013 errang er über 50 Prozent der Stimmen. Mongolische Parteienlandschaft ist heute von großer Vielfalt geprägt und umfasst sozialistische, liberale, kommunistische oder nationaldemokratische Parteien, wie auch Parteien mit Bezug zu Berufen, Religion, Bürgerrechten, Frauen, Jugend und Minderheiten. Der Oberste Gerichtshof der Mongolei besitzt die Zuständigkeit für die Zulassung und Registrierung neuer Parteien.